# Christus- und Garnisonkirche (Wilhelmshaven)

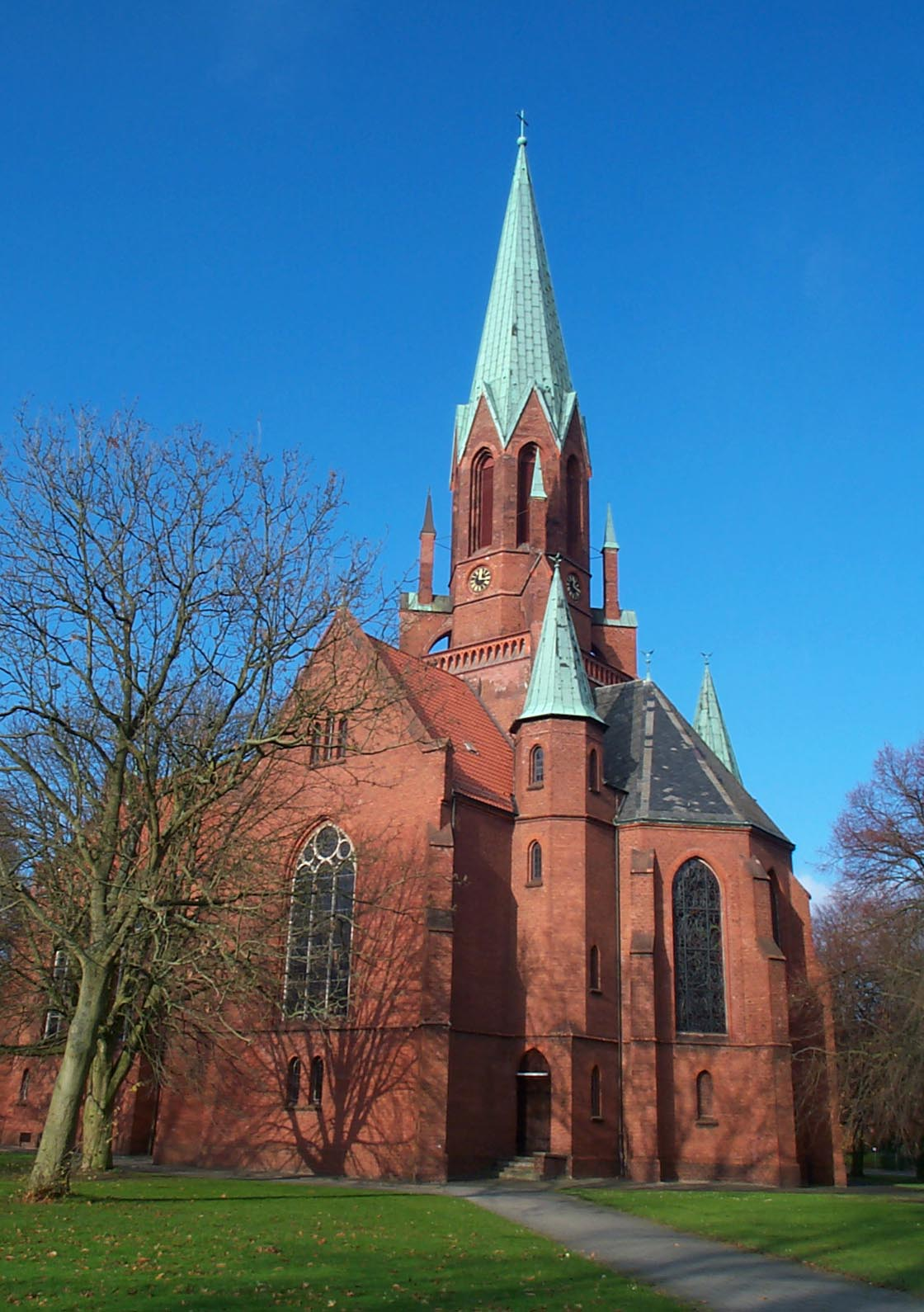
Christus- und Garnisonkirche

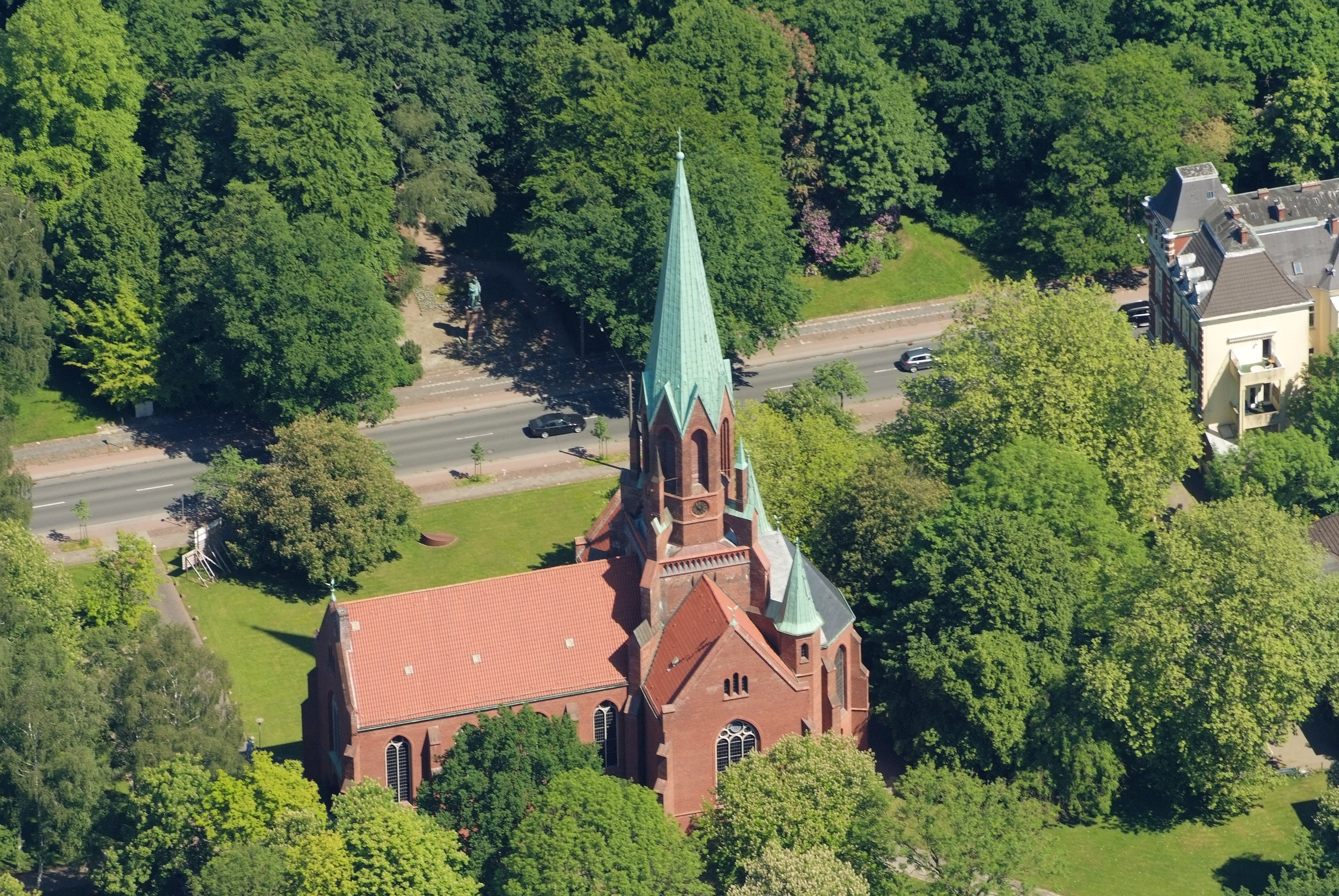
Luftbild 2012

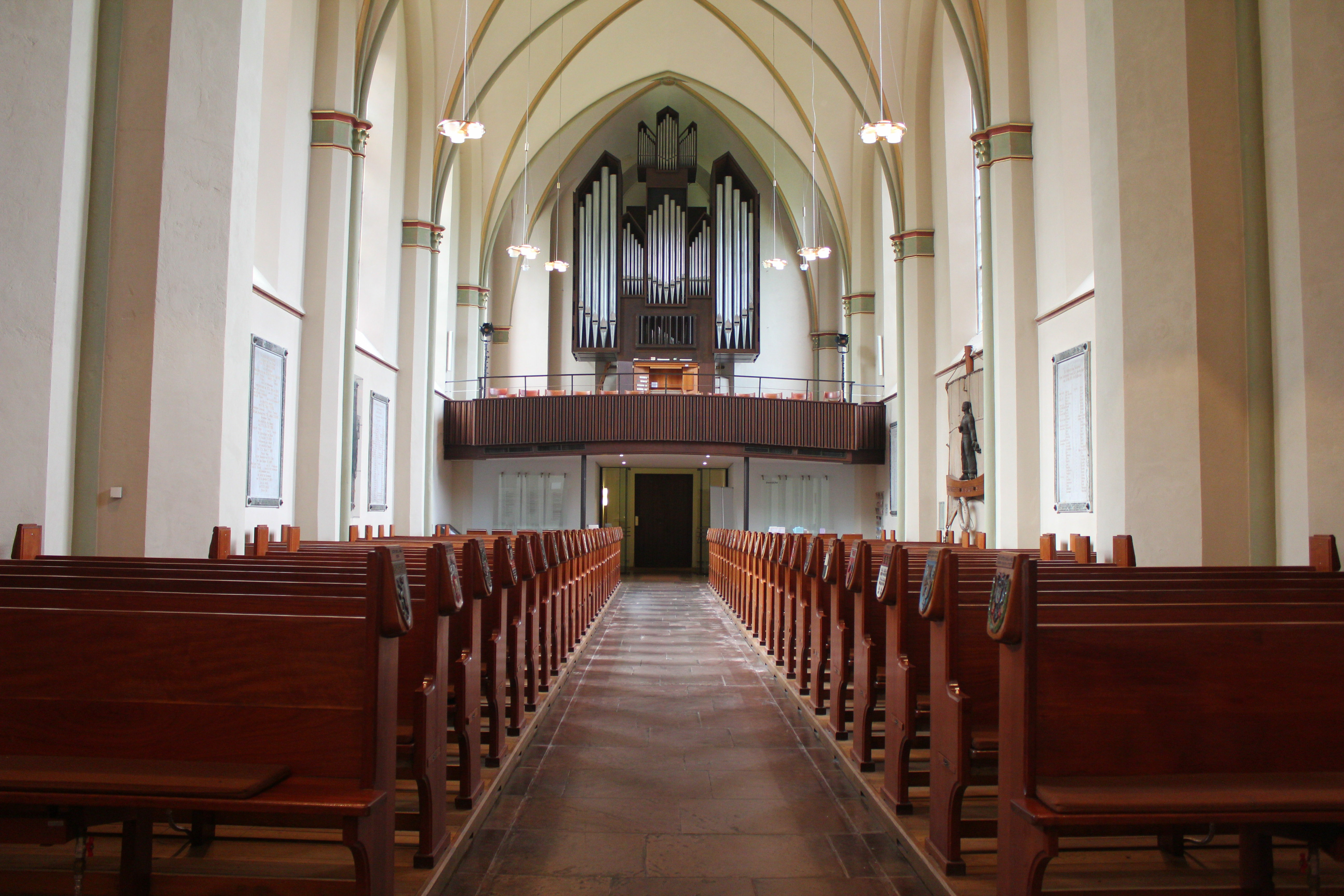
Orgel und Innenraum zum Eingang hin

Die evangelisch-lutherische Christus- und Garnisonkirche ist eine im neugotischen Baustil errichtete Kirche in Wilhelmshaven. Die ab 1869 erbaute Kirche wurde 1872 unter dem Namen Elisabethkirche eingeweiht. Sie diente als Marinegarnisonskirche im gerade neu gegründeten Wilhelmshaven. Im Zweiten Weltkrieg wurde die Kirche durch alliierte Bombenangriffe schwer beschädigt. Nach provisorischen Reparaturen wurden weiter Gottesdienste gefeiert, bis sie 1957 wegen Einsturzgefahr geschlossen werden musste. 1959 wurde sie wieder eingeweiht und erhielt den Doppelnamen „Christus- und Garnisonkirche“, der an die ebenfalls im Zweiten Weltkrieg zerstörte Christuskirche der Kirchengemeinde erinnern soll.

## Geschichte von der Gründung bis 1918
Die Christus- und Garnisonkirche im Zentrum Wilhelmshavens, die Stadt selbst und die Marine sind über ihre gemeinsamen Ursprünge eng miteinander verbunden. So ist die Gründungsurkunde dieser Kirche von 1869 zugleich auch das Dokument, in welchem König Wilhelm I., der spätere Kaiser, der jungen preußischen Stadt ihren Namen gab. Der König selbst legte am 17. Juni 1869 auch den Grundstein dieser ersten Garnisonkirche, die er für die evangelischen Soldaten bauen ließ.
Das Bauwerk wurde von Friedrich Adler entworfen und Pfingsten 1872 unter dem Namen Elisabethkirche (nach Königin Elisabeth, der Witwe des verstorbenen Königs Friedrich Wilhelm IV.) eingeweiht. Das erste Geläut galt im März 1871 dem Frieden mit Frankreich. Bemerkenswert am Äußeren des neugotischen Backsteinbaus ist der 55 Meter hohe Turm über der Vierung (Kreuzung von Längs- und Querschiffen). Der westliche Teil des Längsschiffes hätte – so die ursprüngliche Option – bei Bedarf ohne großen Aufwand um ein bis zwei Jochfelder nach Westen verlängert werden können.
Mehr als der ursprüngliche Name Elisabethkirche hatte sich zunächst die Bezeichnung ihrer Funktion durchgesetzt: Marinegarnisonskirche. Als solche stand sie zunächst nicht nur den evangelischen, sondern auch den katholischen Marinesoldaten sowie den zivilen Gemeinden beider Konfessionen zur Verfügung. Die evangelische Zivilgemeinde erhielt erst 1901 an der Adalbertstraße (Ecke Peterstraße) ihre eigene Kirche, die im Zweiten Weltkrieg zerstörte Christuskirche.
1889 ließ Kaiser Wilhelm II. erste Gedenktafeln an den Seitenwänden des Längsschiffes anbringen; in den Jahren darauf erhöhte sich ihre Zahl auf neun marmorne Tafeln, auf denen Besatzungsangehörige der preußischen und kaiserlichen Marine verzeichnet sind, die in den Jahren 1856 bis 1911 bei kriegerischen Auseinandersetzungen in den Kolonien, aber auch bei Havarien oder Schiffsuntergängen ums Leben kamen.

## Zwischen den Weltkriegen
Nach dem Ersten Weltkrieg – in den 1920er Jahren – wurden Marineflaggen, Rettungsringe und Schiffswappen ins Kircheninnere gebracht. Die heutigen Wappen an den Bänken sind Nachbildungen aus dem Jahr 1959 von J. Schulz, Wilhelmshaven. Dazu gehören auch die alten Standarten des Hauses Hohenzollern, die ehemaligen Kommandoflaggen der Marine sowie das Steuerrad der Kaiserjacht Hohenzollern. Eine erste Gedenkstätte für Gefallene des Ersten Weltkriegs wurde errichtet: In einem Ehrenbuch waren die Namen der 34.834 Toten der deutschen Marine eingetragen; auf einer Holztafel waren die Verluste an Schiffen und Marineflugzeugen verzeichnet.

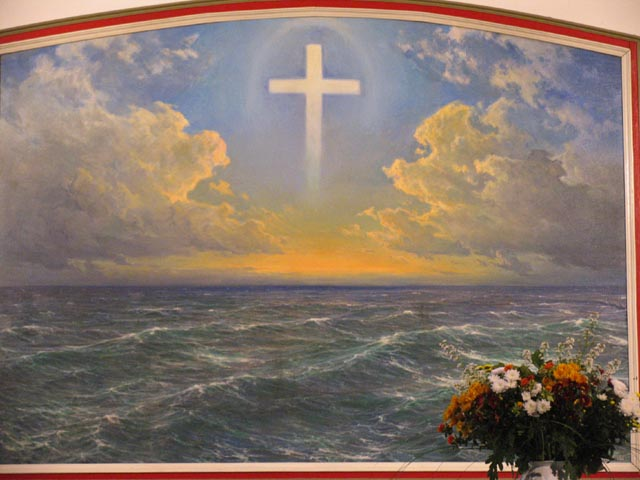
Durchs Kreuz zum Licht!

Am 31. Mai 1926, dem zehnten Jahrestag der Skagerrakschlacht, wurde das von Hamburger Seemaler Hugo Schnars-Alquist geschaffene Altarbild enthüllt.
Die Meeresfläche wird als diejenige der Skagerrakschlacht interpretiert – sie wurde den über 8000 deutschen und englischen Seeleuten zum Grab. Das Kreuz über dem Wasser als Zeichen des Trostes und der Hilfe bestimmt auch den Titel des Bildes: Durchs Kreuz zum Licht! Das ursprüngliche, 1872 von Kaiser Wilhelm I. zur Einweihung gestiftete Altarbild Die Auferstehung Christi von Paul Stankiewicz befindet sich seitdem auf der südlichen Empore.

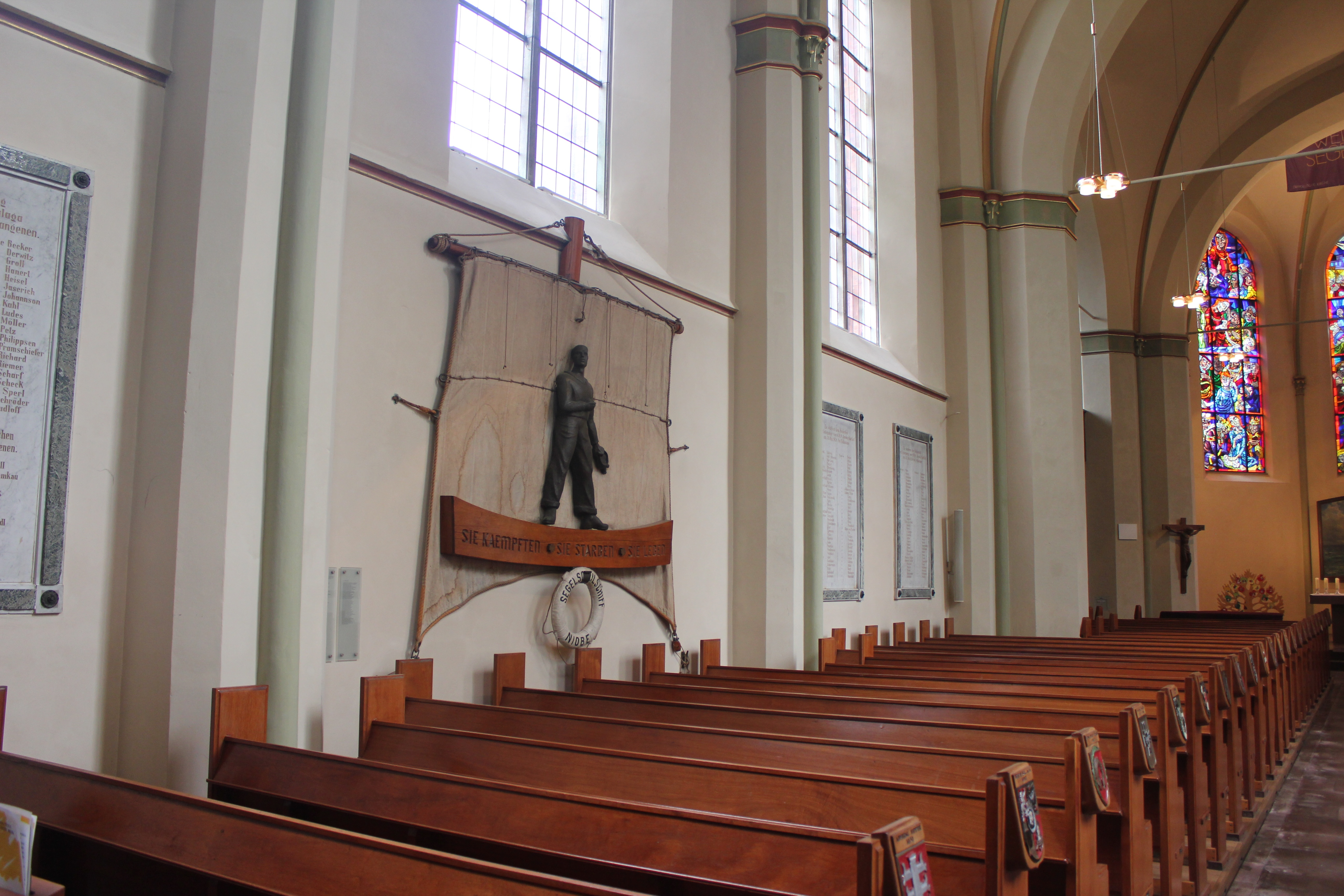
Segel zur Erinnerung an die Besatzung des Segelschulschiffs Niobe

Aus den dreißiger Jahren stammt an der Nordwand des Längsschiffes das Segel zur Erinnerung an die Besatzung des Segelschulschiffs Niobe, das im Juli 1932 vor der Insel Fehmarn in einer Fallbö kenterte. 69 Offiziere, Kadetten und Mannschaften kamen ums Leben. Von diesem Schiff stammen der Rettungsring mit Inschrift Segelschulschiff Niobe, die Galionsfigur und das Steuerrad auf der Südempore mit der Inschrift Gott mit uns.
Im Zweiten Weltkrieg, im September 1942, wurde die Kirche durch Bomben schwer beschädigt. Doch schon zu Weihnachten desselben Jahres war das Gotteshaus notdürftig soweit instand gesetzt, dass wieder Gottesdienste gefeiert werden konnten.

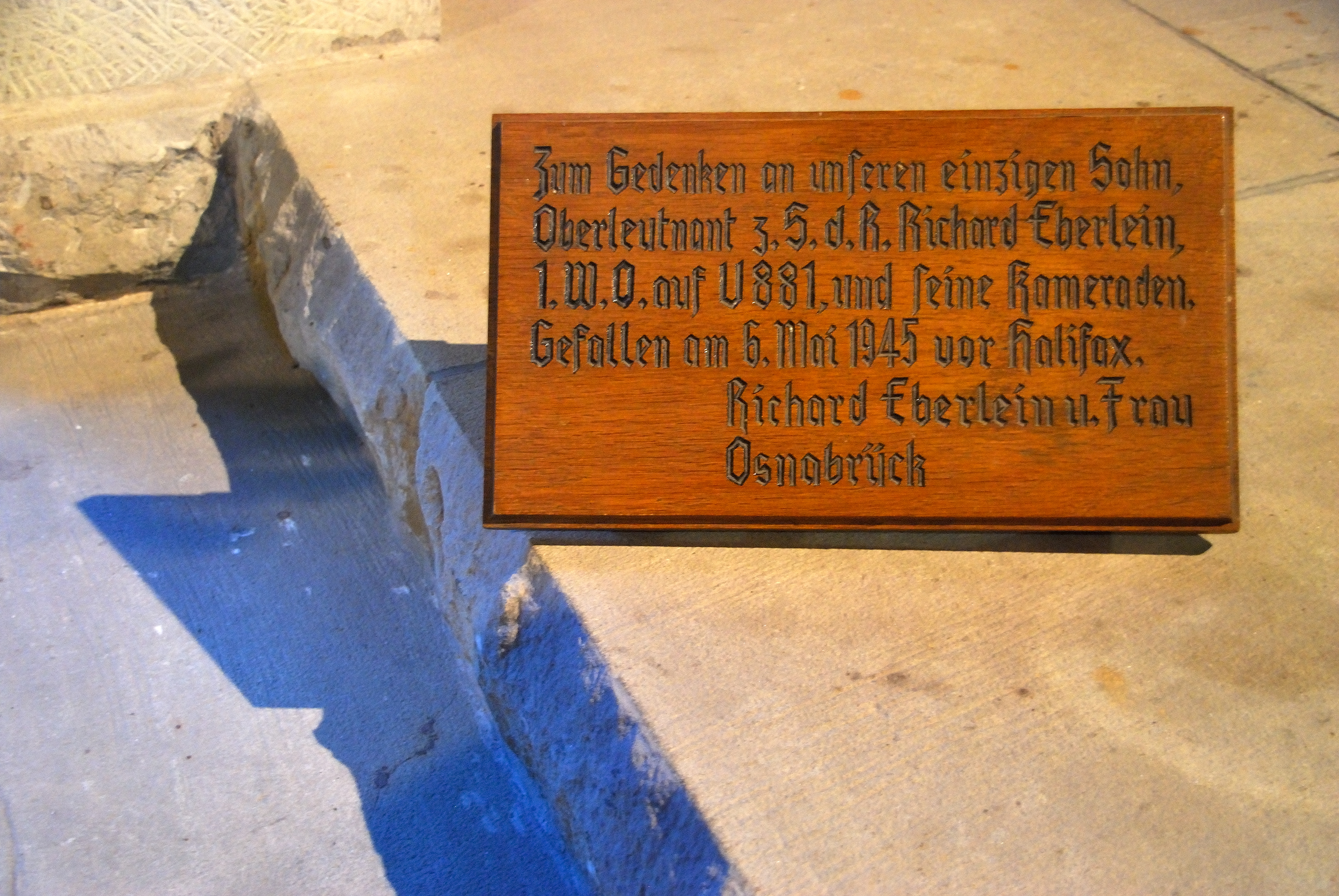
Gedenktafel für einen jungen Marinesoldaten, gefallen zwei Tage vor dem Ende des Zweiten Weltkriegs

## Nach 1945
Der behelfsmäßige Zustand dauerte bis zum Herbst 1957, als weitere Schäden offenkundig wurden und die Kirche baupolizeilich geschlossen werden musste.

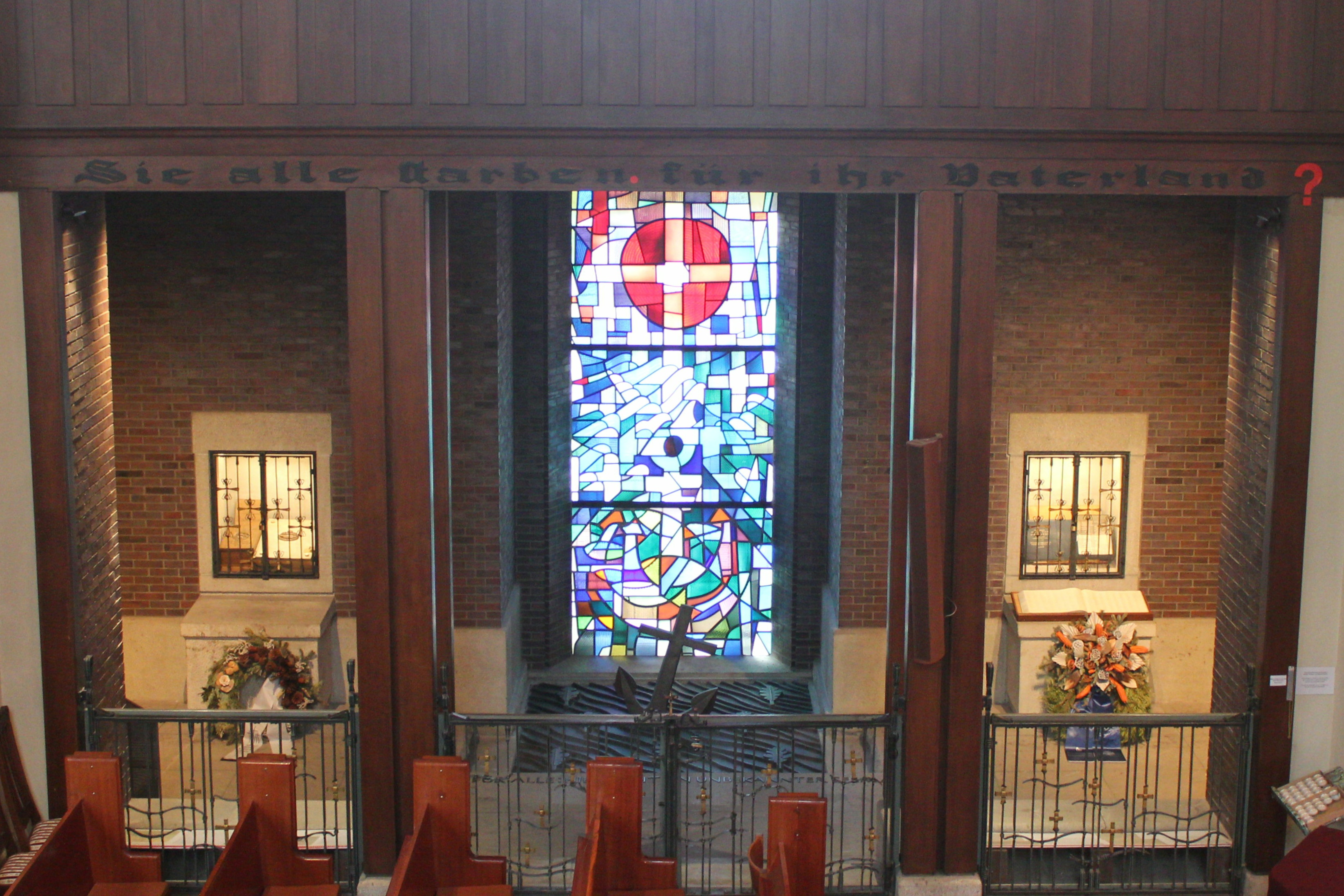
Mahnmal im Nordschiff der Kirche

Noch kurz zuvor, am 2. Juni 1957, war im umgebauten Nordschiff das neue Mahnmal für die in beiden Weltkriegen gefallenen deutschen Marineangehörigen eingeweiht worden, in Anwesenheit von Karl Dönitz und Erich Raeder. Im Zentrum des Mahnmals befindet sich die von Ludwig Gies (Professor an den Kölner Werkschulen) gestaltete Grabstätte eines unbekannten Seemanns – stellvertretend für alle diejenigen, die nicht in ihre Heimaterde überführt werden konnten. Im Fenster dahinter von L. P. Kowalski, Berlin, kehrt in moderner Form das Thema des Altarbildes wieder. Die linke Seite des Mahnmals dient dem Gedenken der Toten der Marine des Ersten Weltkriegs, die rechte Seite derer des Zweiten Weltkriegs. In den Nischen zu beiden Seiten sind Schatullen mit Namenslisten aufbewahrt, das Buch vor der rechten Nische enthält 63.686 Namen von verschollenen und gefallenen deutschen Marinesoldaten des Zweiten Weltkriegs.
Außerdem befinden sich auf den seitlichen Emporen weitere Gedenktafeln für ums Leben gekommene Marinesoldaten und Marinezahlmeister des Ersten Weltkriegs und eine Tafel mit den Namen der Toten des 1936 in der Lübecker Bucht gesunkenen Unterseebootes U 18.

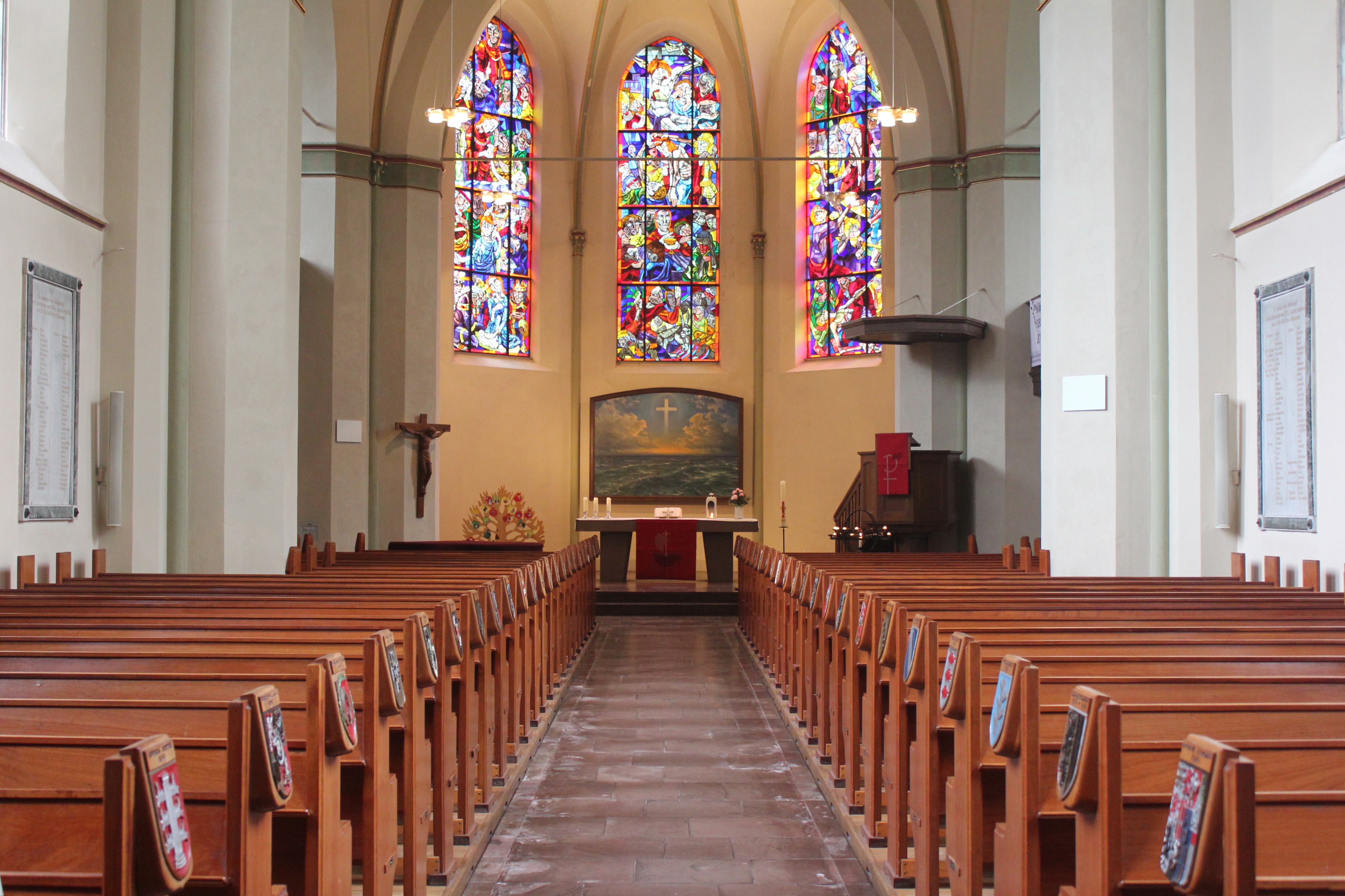
Blick zum Altar

1956 wurde Wilhelmshaven mit Gründung der Bundeswehr erneut Marinegarnison. 1959 übergab der Bund die Kirche nebst Grundstück in den Besitz der Ev.-luth. Kirchengemeinde Wilhelmshaven. Im selben Jahr erfolgte die Wiederherstellung des Gotteshauses unter der Maßgabe, sie auch als Traditionsstätte der Marine zu erhalten.
Aus dieser Zeit rührt der Doppelname Christus- und Garnisonkirche. Denn die Kirche sollte auch die Tradition der zerstörten Christuskirche mit aufnehmen. Zum Zeichen dafür wurde das in Stein gehauene Christusbild jener Kirche über den Haupteingang gesetzt und die Urkunde ihrer Grundsteinlegung nun im Altarraum dieser Kirche versenkt. Außerdem wurden auch ihre Gedenktafeln für Gefallene übernommen.
Am 20. Dezember 1959, dem 4. Adventssonntag, wurde das Gotteshaus wieder eingeweiht. Die Kirche trägt seitdem offiziell den Doppelnamen Christus- und Garnisonkirche. Auf den Namen Christuskirche nehmen die drei bunten Chorfenster Bezug, die der Wilhelmshavener Künstler Ivar O. Lim in den Jahren 1959 und 1960 schuf. Die Fenster stellen die Lebensgeschichte Jesu Christi dar, von der Anbetung der Weisen aus dem Morgenland über die Kreuzigung und Auferstehung bis hin zur Ausgießung des Heiligen Geistes über seine Jünger.
Die Orgel wurde ebenfalls 1959/60 von Alfred Führer, Wilhelmshaven, gebaut und von Detlef Kleuker, Bielefeld, 1981/82 erneuert. Sie enthält 32 Register in drei Manualen und einem Pedal, eine mechanische Spiel- und eine elektrische Registertraktur.
Aus den 1990er Jahren stammen zwei Ausstattungsgegenstände: der Kerzenständer in Form einer Weltkugel für Gebet und stilles Gedenken und der grüne Taufbaum, an dem die Bilder der Täuflinge eines Jahres zur Erinnerung gesammelt werden.
Von Juli 2010 bis Dezember 2011 wurde die Kirche von Grund auf saniert. Dabei wurde insbesondere die Außenhülle der Kirche überprüft, und es wurden zahlreiche Fugen und Formsteine erneuert. Der Giebel der Kirche wurde neu mit Kupfer abgedeckt und der gesamte Chorbereich mit Schiefer neu eingedeckt. Im Innenbereich wurde ein neues energiesparendes Heizungssystem installiert, so dass die alten Heizschächte vor den Wänden entfielen und die nun indirekt beheizten Sitzbänke näher an die Mauern gestellt werden konnten. Der Mittelgang konnte aufgrund dieser Maßnahme deutlich verbreitert werden. Weiterhin wurden die Beleuchtung und die Beschallung der Kirche technisch modernisiert. Der Altarraum wurde neu gestaltet sowie die Wände und Decken der Kirche gesäubert und neu bemalt. Am 3. Advent 2011 ist die Kirchengemeinde unter großer Anteilnahme der Wilhelmshavener Bevölkerung wieder in ihre Kirche eingezogen.

## Zeittafel zur Christus- und Garnisonkirche und ihrer Kirchengemeinde
(sowie der ehemaligen Christuskirche, der Stadt Wilhelmshaven und entspr. preußischer Daten)
- bis 1858 König Friedrich Wilhelm IV. von Preußen
- 20. Juli 1853 Unterzeichnung des Jade-Vertrages zum Erwerb von ca. 310 ha Land (zwischen Preußen und Oldenburg)
- 23. November 1854 Übergabe des Jadegebietes an Preußen
- 1856–1871 unter Wasserbauinspektor Heinr. Wilh. Goeker erste Hafenbauarbeiten
- 2. Februar 1861 Thronbesteigung von König Wilhelm I (nach Tod von Friedr. Wilh. IV)
- 31. August 1865 Auftrag des Königl. Marine-Ministeriums an Friedrich Adler zum Bau einer evangelischen Kirche im preußischen Jadegebiet
- 1. März 1869 Beginn der Fundierungsarbeiten für die Garnisonkirche
- 27. Mai 1869 Ausstellung der Wilhelmshavener Gründungsurkunde durch König Wilhelm I. und v. Roon
- 17. Juni 1869 Grundsteinlegung für die Garnisonkirche durch König Wilhelm I.
- Nov. 1870 Die Schraubenfregatte Elisabeth läuft als erstes Schiff in den neuen Hafen ein
- 18. Januar 1871 Proklamation des deutschen Kaiserreiches in Versailles
- März 1871 Erstes Glockengeläut zur Friedensfeier vom Turm der neuen Kirche
- 19. Mai 1872 Pfingsten: Einweihung als evangelische Garnisonkirche mit dem Namen „Elisabethkirche“
- 1872–1882 Erich Langheld erster (Marine-)Pfarrer an der Kirche
- 1873 Wilhelmshaven wird um weitere 109 Hektar erweitert (bis Grenzstraße), den Zivilverwaltungen der Landdrostei Aurich und des Amtes Wittmund unterstellt und erhält Stadtrechte. (Wilhelmshaven unterstand vorher dem Admiralitätskommisariat in Oldenburg, welches nun aufgelöst wurde)
- 1879 Die Siedlungen Belfort, Metz und Sedan werden zur selbständigen Gemeinde Bant
- 1882 Gründung der „zivilen“ evangelisch-lutherischen Kirchengemeinde Wilhelmshaven
- 1882–1928 Christian Jahns erster Pfarrer der Zivilgemeinde (Amtseinführung am 3. Dezember 1882)
- 19. Juli 1883 Erster „ziviler“ Gottesdienst in der Garnisonkirche
- 14. Dezember 1883 Erste Kirchenvorstandswahl der „zivilen“ Kirchengemeinde Wilhelmshavens
- 1. Januar 1886 Anschluss der zivilen Gemeinde an die ev.-luth. Landeskirche Hannovers (gemäß Kirchengesetz vom 28. Oktober 1885)
- 28. Mai 1886 Erste Heilige Messe für die katholischen Soldaten der Marinegarnison
- 9. März 1888 Tod Wilhelms I. Thronbesteigung durch Friedrich III (bereits todkrank)
- 15. Juni 1888 Tod Friedrichs III. Der älteste Sohn Wilhelm II. besteigt den Thron
- 1889 Erste Gedenktafeln an den Seitenwänden der Garnisonkirche (ursprünglich aus Holz)
- Nov. 1892 Erste Kirchenvisitation der jungen Zivilgemeinde
- 1892 Wilhelmshaven erhält sein Rathaus an der Ecke Göker-/Rheinstraße
- 19. September 1895 Anweisung von 200.000 Mk zum Bau einer Kirche für die Zivilgemeinde durch Kaiser Wilhelm II.
- 7. Juni 1898 Grundsteinlegung für die „zivile“ Christuskirche (Ecke Peter-/Adalbertstraße)
- um 1900 das (preußische) Wilhelmshaven hat ca. 17.400 Einwohner (zusätzlich ca. 27.600 von Bant, Neuende und Heppens, insgesamt 45.000)
- 24. März 1901 10:00 Uhr: Einweihung der Christuskirche (am Sonntag Judica)
- 1. Mai 1911 Bant, Heppens und Neuende werden zur Stadt Rüstringen
- 1914 Die „zivile“ Christuskirche wird vorübergehend zum Massenquartier
- 14. September 1915 Friedrich A. Ronneberger wird Garnisonpfarrer
- 18. Juli 1917 Beginn des Ausbaus der beiden großen Glocken aus der Christuskirche
- 1918 Einwohnerzahlen in beiden Jadestädten (ohne Militär): 82.000 (Wilhelmshaven 24.000 und Rüstringen 58.000; die Werft allein beschäftigt ca. 20.000 Arbeiter)
- 12. April 1925 Einweihung der neuen Glocken in der Garnisonkirche
- 31. Mai 1926 Enthüllung des Altarbildes von Hugo Schnars-Alquist in der Garnisonkirche
- 9. Mai 1927 Besuch des Reichspräsidenten von Hindenburg in Stadt und Garnisonkirche
- am ?.?.1933 Besuch von Hitler in Stadt und Kirche
- 5. August 1934 Einweihung des „Niobe“-Ehrenmals in der Garnisonkirche
- 1. April 1937 Wilhelmshaven und Rüstringen werden zur oldenburgischen Stadt Wilhelmshaven zusammengeschlossen
- 1938 Wilhelmshaven ist Großstadt
- 1940 Wilhelmshaven hat mit ca. 133.000 Einwohnern den Höchststand erreicht
- ab 1941 die „zivile“ Christuskirche durch mehrere Bombenangriffe zerstört, sie wird nachfolgend nicht mehr genutzt
- 14./15. September 1942 Erneute schwere Beschädigung der Garnisonkirche durch Bomben; anschließend provisorische Wiederherstellung
- ab 23. Dezember 1942 Die Garnisonkirche wird wieder genutzt; Wilhelmshaven hatte im Zweiten Weltkrieg insgesamt 102 Luftangriffe mit ca. 11.000 Sprengbomben und ca. 73.000 Brandbomben zu erleiden; ca. 50 % des Stadtgebietes wurden zerstört
- 1946 Wilhelmshaven wird in das Land Niedersachsen eingegliedert
- April 1955 Bundeskanzler Konrad Adenauer besucht die Garnisonkirche
- 2. Juni 1957 Einweihung des Marineehrenmals in der Garnisonkirche
- 3. Advent 1957 Schließung der Garnisonkirche wegen Einsturzgefahr
- 1958/1959 Gründliche Wiederherstellung der Kirche
- 23. April 1959 Erwerb der Garnisonkirche vom Bund durch die Kirchengemeinde
- 18. Juli 1959 Zwei Hülsen mit Urkunden werden im Altarraum eingemauert
- 17. November 1959 Wiedereinweihung mit dem Doppelnamen „Christus- und Garnisonkirche“ durch Landesbischof Jacobi
- 1. April 1960 Vertrag über die Mitbenutzung der Kirche für Zwecke der Militärseelsorge
- 24. Dezember 1960 Einweihung der neuen Orgel (von Fa. Alfred Führer)
- 8./9(?). August 1965 Bundeskanzler Erhard zu Besuch (u. a. Kranzniederlegung am Ehrenmal)
- 19. Mai 1972 20.00 Uhr: Festgottesdienst zum 100. Kirchweihfest
- 23. Oktober 1973 Diebstahl von Flaggen und des Kruzifixes vom Altar der Garnisonkirche
- 24. Dezember 1977 Sturmschäden am Dach der Kirche
- 13. November 1979 Orgelinstandsetzung (in der Kirche), Fa. Kleuker
- 21. Dezember 1980 Grundsteinlegung für Gemeindehaus am Kirchplatz
- 22. April 1981 Richtfest für Gemeindehaus am Kirchplatz
- 3. Oktober 1981 Einweihung des neuen Gemeindehauses am Kirchplatz
- 1982 Erneuerung der Orgel und Erweiterung von 29 auf 32 Register durch Fa. Kleuker
- 1982 Innenrenovierung der Kirche (Wandmalerei und Altarraum)
- 12. November 1986 Brandstiftung in der Kirche und Zerstörungen am Altarbild
- 1989 Sanierung des Kirchturmes
- 1998 Sanierung des Glockenstuhls
- 1999 Restaurierung der Chorfenster, Erneuerung der Turmuhrzeiger, Neuanstrich des Chorraumes
- Mai 2000 Umgestaltung des Südschiffs
- Juli 2010 bis Dezember 2011 Grundlegende Sanierung der Kirche
- 1. Mai 2022 Übertragung des Sonntagsgottesdienstes auf NDR Info und WDR 5[4]